# Escola Sagrada Família
|  | Aquest article tracta sobre una escola de Barcelona. Si cerqueu l'escola del Masnou, vegeu «Escola Sagrada Família del Masnou». |

L'Escola Sagrada Família és un centre educatiu d'educació primària situat al carrer Sardenya de Barcelona. El centre, promogut pels jesuïtes, va obrir les portes el 1903 i el 1978 passà a mans de la Cooperativa Claror. Des del 1978 forma part del col·lectiu d'Escoles per a l'Escola Pública Catalana.